# Nora Foss Al-Jabri

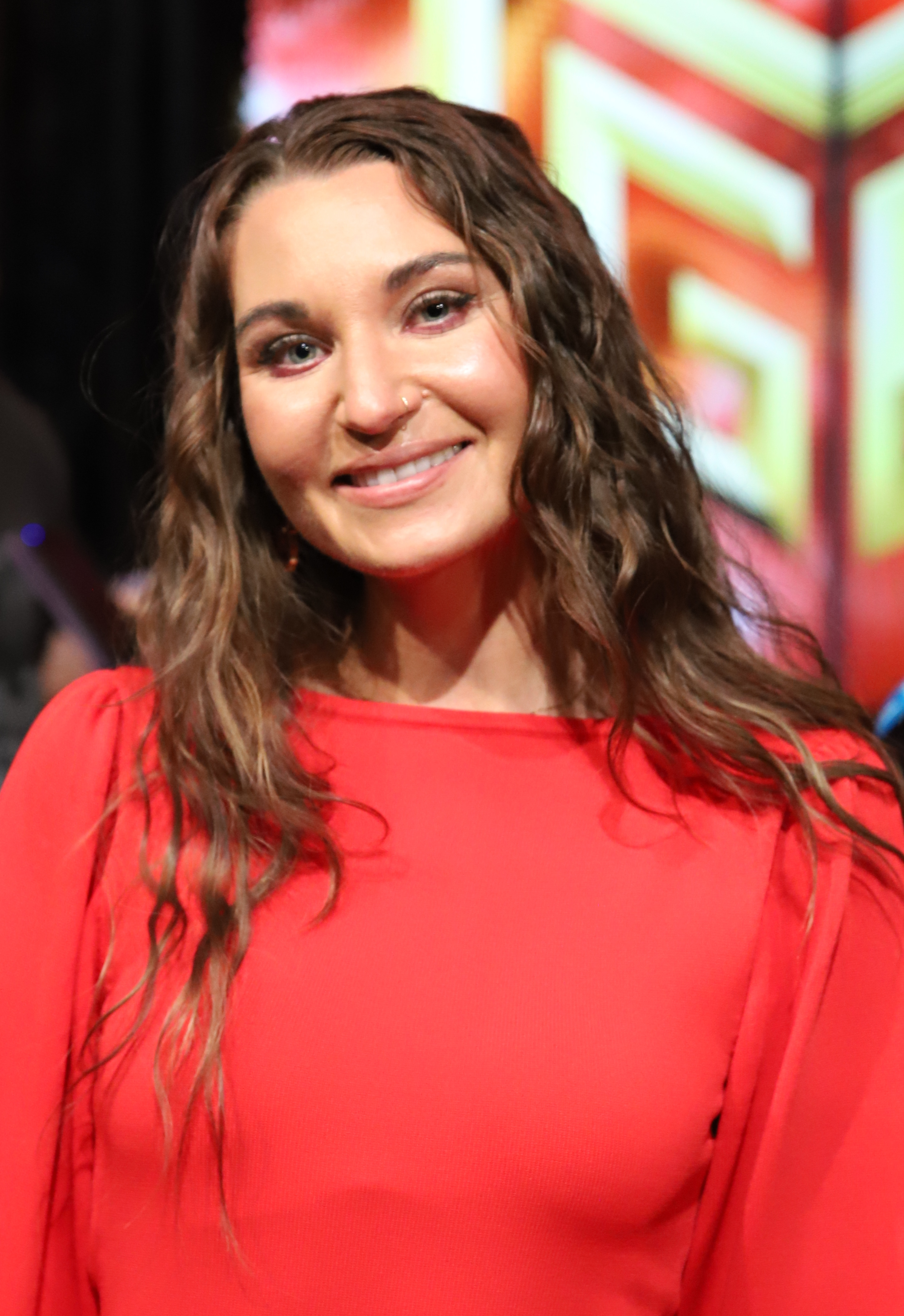
Nora Foss Al-Jabri (2025)

Nora Foss Al-Jabri (* 29. Januar 1996 in Gjøvik, Norwegen) ist eine norwegische Sängerin und ein ehemaliger norwegischer Kinderstar.
Erste Aufmerksamkeit erregte Nora im Alter von elf Jahren, als ein Video von ihr, in dem sie das Lied Hallelujah von Leonard Cohen singt, auf der norwegischen Videoplattform snutter.no verbreitet wurde.
Mit zwölf Jahren nahm Nora 2008 an der norwegischen Talentshow Norsker Talenter mit dem Lied Somewhere over the rainbow teil. Sie wurde daraufhin 2009 mit demselben Lied in die Oprah Winfrey Show eingeladen.
Ihr erstes Studioalbum veröffentlichte sie 2011 unter dem Titel Nora Foss Al-Jabri.
2012 nahm sie am Melodi Grand Prix, der norwegischen Vorentscheidung des Eurovision Song Contest, teil. Im Jahr 2014 gewann sie die norwegische Musiksendung Stjernekamp. Im Jahr 2025 nahm Al-Jabri erneut am norwegischen Vorentscheid für den Eurovision Song Contest, dem Melodi Grand Prix 2025, teil. Sie erreichte dort mit dem Lied Sulale den sechsten Platz.

## Diskographie
- 2011: Nora Foss Al-Jabri